# ナンバンギセル属
ナンバンギセル属（なんばんぎせるぞく、学名：Aeginetia）は、ハマウツボ科の属の一つ。

## 特徴
一年草の寄生植物で、イネ科、カヤツリグサ科、ショウガ科などの単子葉植物の根に寄生する。茎は極端に短く、ほとんど地上には出ず、数個の鱗片葉がある。地上に出るのは花柄で、上部の鱗片葉の腋から長く伸びる。
花柄の先端に横を向いた大きな花を1個つける。萼は鞘状になり、下側が深く裂ける。花冠は太い筒型で、先端が5浅裂し、唇形となる。雄蕊は4本あり、その先端は花柱を取り巻く。蒴果は卵球状になり、多量の細かい種子がある。

## 分布
東アジアの熱帯から温帯に分布し、数種知られている。日本では次の2種が知られている。

## 日本の種
- ナンバンギセル Aeginetia indica L.
  - ヒメナンバンギセル Aeginetia indica L. var. sekimotoana (Makino) Makino
- オオナンバンギセル Aeginetia sinensis G.Beck
  - シロバナオオナンバンギセル Aeginetia sinensis G.Beck f. albiflora K.Asano

## ギャラリー
- ナンバンギセル
- オオナンバンギセル